# Gaetano Cortese
Gaetano Cortese (né le 5 février 1942 à Caltanissetta) est un diplomate italien.

## Biographie
Il est diplômé en sciences politiques de l'Université de Rome « La Sapienza » en 1964. Il a reçu une bourse d’étude par la Sorbonne en octobre 1964. Il a décroche en 1968, depuis quatre ans d’études un doctorat en Droit International public sous la supervision du Professeur Charles Rousseau, "Docteur de l’Université de Paris".
En mars 1969 il entre dans la carrière diplomatique et après deux ans à la Direction générale de l'émigration et des affaires sociales  il est affecté au secrétariat spécial du sous-secrétaire d'État. Il est vice-consul à Zagreb du mars 1972 au janvier 1975 quand il devient premier secrétaire commercial à Berne. En mai 1978, il est affecté à l'ambassade d'Italie à La Havane. Il est retourné à Rome en 1980 et a servi au Secrétariat général du ministère des Affaires étrangères. En 1984, il est muté à l'ambassade d'Italie à Washington en tant que premier conseiller pour les affaires sociales, et en 1989 il est envoyé à Bruxelles à la Représentation Permanente de l'Italie auprès de la CEE, en tant que premier conseiller puis ministre conseiller. En 1990, pendant le semestre de présidence italienne du Conseil de la Communauté économique européenne, il a été chargé d'organiser tous les événements international en Italie et à l'étranger pour le ministre du Travail et de la Sécurité sociale, Carlo Donat-Cattin. En 1992, il revient à Rome pour servir à la Présidence de la République en tant que conseiller adjoint pour la presse et l'information.
De 1999 à 2003, il a été ambassadeur d'Italie en Belgique à Bruxelles. En octobre 2002 au cours de sa mission diplomatique, il a achevé avec succès la visite d'État du Président de la République Carlo Azeglio Ciampi au Royaume de Belgique. De 2006 à 2009, il a été ambassadeur d'Italie aux Pays-Bas à La Haye et représentant permanent de l'Italie auprès de l'Organisation pour l'interdiction des armes chimiques (OIAC).
Il a pris sa retraite en mars 2009.
Il est le fondateur et l'éditeur d'une série de volumes sur les ambassades italiennes dans le monde par l'éditeur Carlo Colombo, créé en 2000 qui a publié de nombreux volumes pour valoriser le patrimoine architectural et artistique des missions diplomatiques italiennes à l'étranger. Les volumes édités sont ceux relatifs aux bureaux diplomatiques italiens de Washington DC, Berlin, Bruxelles, Istanbul, La Haye, Oslo, Vienne, Lisbonne, Madrid, Le Caire, Stockholm, Copenhague et La Haye.

## Distinctions

### Prix
En 2016, il a reçu le «Prix de la culture» du Circolo della Stampa de Milan pour son travail «visant à valoriser le patrimoine architectural et artistique des Missions diplomatiques italiens à l'étranger».
Le 19 avril 2018, il a reçu le Prix Artecom-onlus pour la culture 2018 pour ses études et publications visant à diffuser la connaissance du patrimoine culturel, tant architectural qu'artistique et ornemental, présent dans les locaux diplomatiques italiens.
En 2020, dans le cadre du prix «Il Poeta Ebbro» du Festival de Spoleto, il a reçu le «Prix spécial de la culture».
il a reçu le 12 septembre 2020 le Prix special pour la valorisation du patrimoine de la bibliothèque diplomatique italienne à Florence dans le cadre du Premium International Florence Seven Stars 2020.
Le 25 juin 2022, il a reçu le prix "Il Diplomatico dell'anno 2022" (Diplomate de l'année) à Florence.

### Décorations
- Grand officier de l'ordre du Mérite de la République italienne‎ 30 avril 1999[23]
- Grand officier de l'ordre de Léopold (Belgique 1998)
- Grand-croix de l'ordre de la Couronne (Belgique 2002)
- Grand-croix de l'ordre de Saint-Sylvestre pape (Vatican 1998)
- Grand officier de l'Ordre pro Merito Melitensi (Ordre souverain de Malte 1994)

## Ouvrages
- La rupture des relations diplomatiques, Paris, thèse de Doctorat, Sorbonne, 1968
- De la Doctrine Hallstein à la Ostpolitik, Paris, Pedone, 1969
- La fin de la Doctrine Hallstein, Genève, Revue de Droit International, 1971
- Les canaux internationaux, Genève, Revue de Droit International, 1971
- La Potenza protettrice nel diritto internazionale, Roma, Edizioni Bizzarri, 1972
- La rupture des relations diplomatiques et ses consequences, Paris, Pedone, 1972
- Le statut des troupes francaises stationnées sur le territoire de la République Fédérale d’Allemagne, Paris, Pedone, 1972
- Le service du volontariat civil, Genève, Revue de Droit International, 1973
- L’Ambassade d'Italie a Bruxelles, Roma, Carlo Colombo, 2000 (lire en ligne)
- L'Ambasciata d'Italia a L'Aja, Roma, Carlo Colombo, 2007 (lire en ligne)
- Il Palazzo di Sophialaan, Roma, Carlo Colombo, 2009 (lire en ligne)
- Il Palazzo sul Potomac. The Embassy of Italy in Washington, Roma, Carlo Colombo, 2011 Digital version
- Il Palazzo di Inkognitogaten. L'Ambasciata d'Italia in Oslo, Roma, Carlo Colombo, 2013 Digital version
- Il Palazzo sul Potomac nell'anno della Cultura italiana in USA, Roma, Carlo Colombo, 2014 Digital version
- Villa Firenze.La Residenza dell'Ambasciatore d'Italia a Washington, Roma, Carlo Colombo, 2014 Digital version
- Il Palazzo Metternich nel bicentenario del Congresso di Vienna, Roma, Carlo Colombo, 2015 Digital version
- Il Palazzo Metternich nel 170 anniversario della sua costruzione (1846-2016), Roma, Carlo Colombo, 2017 Digital version
- Il Palazzo sul Tiergarten. L'Ambasciata d'Italia a Berlino, Roma, Carlo Colombo, 2017 Digital version
- L'Ambasciata d"Italia ad Ankara, Roma, Carlo Colombo, 2018 Digital version
- Il Palazzo di Venezia a Istanbul. Residenza dell'Ambasciatore d'Italia, Roma, Carlo Colombo, 2018 Digital version
- Il Palazzo di Avenue Legrand. Residenza dell'Ambasciatore d'Italia presso Sua Maestà il Re dei Belgi, Roma, Carlo Colombo, 2019 Digital version
- Il Palazzo dei Conti di Pombeiro. L’Ambasciata d’Italia a Lisbona, Roma, Carlo Colombo, 2020 Digital version
- Il Palazzo del Marchesi di Amboage. L'Ambasciata d’Italia a Madrid, Roma, Carlo Colombo, 2021 Digital version
- Il Palazzo di Oakhill. L’Ambasciata d’Italia a Stoccolma, Roma, Carlo Colombo, 2021 Digital version
- L’Ambasciata d’Italia in Egitto, Roma, Carlo Colombo, 2021 Digital version
- Il Palazzo di Fredericiagade.L’Ambasciata d’Italia a Copenaghen, Roma, Carlo Colombo, 2022 Digital version
- La Residenza dell’Ambasciatore d’Italia nel Regno dei Paesi Bassi, Roma, Carlo Colombo, 2023 Digital version

## Sources
- Cet article est partiellement ou en totalité issu de l'article intitulé « Gaetano Cortese » de la Wikipédia en anglais (voir la liste des auteurs sur la page de discussion de l'article).